# Zürich 4 und Zürich 6
Die Zürich 4 und Zürich 6 sind die ersten und einzigen Briefmarken, die vom Schweizer Kanton Zürich herausgegeben wurden. Die Bezeichnung Zürich 4 und Zürich 6 leitet sich von der dominierenden Ziffernzeichnung dieser Ausgabe ab.
Die Ausgabe erfolgte am 1. März 1843. Zu diesem Zeitpunkt gab es noch kein einheitliches Postwesen für die gesamte Schweiz. Jeder einzelne Kanton war für den eigenen Postdienst verantwortlich. Erst am 1. Januar 1849 erfolgte die Gründung eines eigenen Schweizer Postwesens, welches ab 1850 allgemeine Briefmarken für die gesamte Schweiz ausgab. Bis dahin wurden eigene Briefmarken, neben dem Kanton Zürich nur von Basel und Genf herausgegeben. Die Briefmarken der Kantone konnten noch bis 30. September 1854 weiterverwendet werden.
Die Zürich 4 und Zürich 6 gelten als die ersten Schweizer Briefmarken. Mit dem Ausgabedatum vom 1. März 1843 wäre die Schweiz damit das zweite Land der Welt mit eigenen Briefmarkenausgaben nach Großbritannien. Diese Ansicht ist allerdings vor allem außerhalb der deutschsprachigen Gebiete umstritten, da es sich bei Zürich nicht um einen Staat, sondern um einen weitgehend souveränen Kanton handelte. Aus diesem Grund wird die Zürich 4 und Zürich 6 manchmal nur als Lokalausgabe und nicht als Briefmarkenausgabe einer Staatspost angesehen.
Der Postwert betrug 4 beziehungsweise 6 Rappen. Die unperforierten Marken wurden in schwarzer Farbe auf weißem Papier im Steindruck in der Druckerei Orell, Füssli und Co. in Bögen zu 100 Marken hergestellt. Die beiden Freimarken wurden gänzlich ohne Gummierung ausgegeben und bei Bedarf nachgummiert. Neben der Ziffernzeichnung findet sich die Kantonsbezeichnung und die Inschrift Local-Taxe auf der Zürich 4 und Cantonal-Taxe auf der Zürich 6, die Auskunft über gedachte Verwendungszwecke der beiden Wertstufen geben. Die Zürich 4 wurde nämlich für Briefe der Stadtpost und die Zürich 6 für Briefe innerhalb des Kantons bis zu einem Gewicht von einem Lot verwendet. Für eingeschriebene Briefe mussten 10 Rappen aufgebracht werden. Diese konnten leicht durch eine Zürich 4 und eine Zürich 6 abgedeckt werden.
Der hohe Sammlerwert ergibt sich einerseits wegen ihrer Seltenheit und andererseits wegen ihrer hohen Beliebtheit. Sie eröffnet einem Spezialisten ein weites Betätigungsfeld. Dieser kann zwischen waagerechten und senkrechten Unterdrucken unterscheiden, fünf verschiedene Typen jeder Briefmarke sammeln und Plattenfehler suchen. Die Zürich 4 und Zürich 6 gehören neben der Doppelgenf und der Basler Taube zu den beliebtesten Briefmarken bei Schweizer Philatelisten.